# Harbuzivka, Lebedîn
Harbuzivka (în ucraineană Гарбузівка) este localitatea de reședință a comunei Harbuzivka din raionul Lebedîn, regiunea Sumî, Ucraina.

## Demografie
Componența lingvistică a localității Harbuzivka
     Ucraineană (95,85%)
     Rusă (2,49%)
     Alte limbi (0,82%)
Conform recensământului din 2001, majoritatea populației localității Harbuzivka era vorbitoare de ucraineană (95,85%), existând în minoritate și vorbitori de rusă (2,49%).